# Via normale italiana al Monte Bianco
La via normale italiana è una delle vie normali al Monte Bianco, si trova sul versante meridionale della montagna, quello italiano, ed è più difficile rispetto alle altre tre vie normali che partono dal lato francese.

## Prima ascensione
L'itinerario fu percorso per la prima volta in discesa il 1º agosto 1890 da Giovanni Bonin, i sacerdoti Achille Ratti (il futuro papa Pio XI) e Luigi Graselli, con le guide Joseph Gadin e Alexis Proment, per cui è conosciuta anche come via Ratti - Grasselli (o via del Papa). Gli alpinisti erano saliti dallo Sperone della Tournette.

## Descrizione

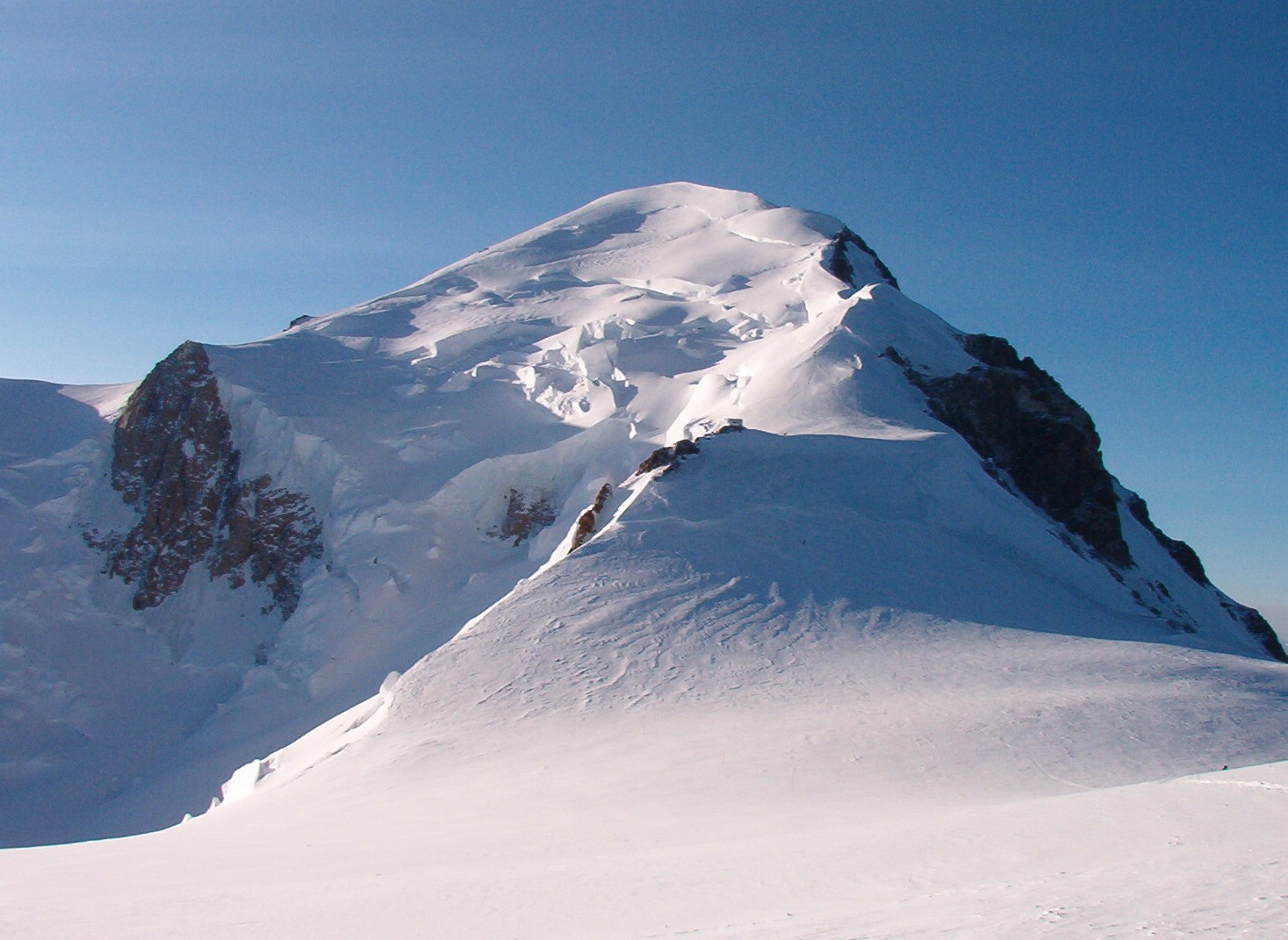
Il monte Bianco dal Dôme du Goûter, dove la via normale italiana e quella francese si congiungono.

Dopo la prima storica ascesa al monte Bianco compiuta nel 1786 ad opera di Jacques Balmat e Michel Gabriel Paccard sono state individuate molte vie di salita.
La via normale italiana viene anche chiamata via des Aiguilles Grises perché si passa al colle des Aiguilles Grises prima di arrivare al colle di Bionassay.
Si svolge normalmente in due giorni:
- il primo viene impegnato nell'avvicinamento e nella salita al rifugio Francesco Gonella;
- il secondo per la salita alla vetta e il ritorno.

## Salita al rifugio Francesco Gonella
Dal paese di Courmayeur si risale la val Veny fino al lago Combal (1900 m), laghetto morenico alla fine del ghiacciaio del Miage. Si sale in tutta la sua lunghezza il ghiacciaio e poi si raggiunge per nevaio e percorso roccioso il rifugio Francesco Gonella (3071 m) collocato su uno sperone sopra il ghiacciaio del Dôme.

## Salita finale
Dal rifugio Gonella si risale il ghiacciaio del Dôme in tutta la sua estensione arrivando al colle di Bionassay (il quale separa il Dôme du Goûter dall'Aiguille de Bionnassay). Si percorre l'affilata cresta di Bionassay, si aggira il Dôme du Goûter fino ad incrociare la via normale francese. Di qui la salita prosegue fino alla vetta con l'itinerario della via francese, passando per la capanna Vallot (4362 m).

## Ritorno
La discesa può essere fatta per la stessa via di salita oppure per la più facile via normale francese.